# إينشاكوشانا
إينشاكوشانا أو إين شا كوش أنا (بالسومرية: 𒂗𒊮𒊨𒀭𒈾) وهو ملك سومري من سلالة أوروك الثانية من أواخر الألفية الثالثة قبل الميلاد حسب قائمة الملوك السومريين، حكم لمدة 60 سنة، وضم إلى حكمه المدن السومرية من خمازي وأكد وكيش ونيبور، ووحد كامل بلاد سومر ولقب نفسه «برب سومر وملك كل الأرض وأمير إقليم أوروك وملك إقليم أور»، واشتقت هذه الكلمة لاحقًا الملوك البابليين الذين عرفوا أنفسهم بملك بلاد سومر وأكد. خلفه في الحكم لوغال كينيشي دودو الذي أسقطه إياناتوم ملك لكش، إلا أن لوغال كينيشي دودو عاد لمعاداته إياناتوم بعد أن سيطر على مدينة أوما.